# Creatonotos neurophaea
Creatonotos neurophaea là một loài bướm đêm thuộc phân họ Arctiinae, họ Erebidae.